# Regolatori
I Regolatori della contea di Lincoln o semplicemente Regolatori, fu un gruppo che combatté nella guerra della contea di Lincoln nel Nuovo Messico, Stati Uniti.

## Membri storici e amicizie
I Regolatori furono formati da un piccolo numero di proprietari di ranch e cowboy a Lincoln, Nuovo Messico. Molti di quelli che verranno conosciuti come "Regolatori" hanno una lunga storia tra loro. William Bonney, a.k.a Billy the Kid o Henry McCarty, divenne il più conosciuto, soprattutto perché i racconti dei giornali misero il suo nome su tutto ciò che facevano i regolatori. La guerra della contea di Lincoln lo portò in primo piano, ma molti degli altri Regolatori furono, in realtà, le vere forze dietro agli eventi, i quali avevano una storia di uccisioni, una dietro l'altra, prima della guerra.
Ab Saunders, Charlie Bowdre, Doc Scurlock e George Coe avevano già ucciso dei ladri insieme. Il 18 Luglio 1876, il gruppo attaccò la prigione di Lincoln, prelevò il ladro di cavalli Jesus Largo e lo impiccò. Ab Saunders e Frank Coe rintracciarono il ladro di bestiame Nicos Meras, gli spararono e lo uccisero, nello stesso mese, al Baca Canyon. La loro associazione con McCarty iniziò quando, nella primavera del 1876, Henry (al tempo conosciuto sia come Henry Antrim o William Bonney) si spostò nella contea di Lincoln ed iniziò a lavorare per Dock Scurlock e Charlie Bowdre al loro caseificio. In seguito lavorò, per qualche tempo, per l'allevatore Henry Hooker e dopo per Ab Saunders e i Coe nel loro ranch. Quando iniziò la guerra della contea di Lincoln, i membri principali, denominati "Corazza di ferro", erano tutti più esperti e vicini ad essere dei veri e propri "pistoleri" di quanto lo fosse McCarty.

## Formazione e notorietà
La guerra della contea di Lincoln iniziò quando un gruppo di uomini, capeggiati dallo sceriffo William J. Brady, uccise il giovane inglese John Henry Tunstall il 18 Febbraio 1878. Il gruppo aveva apparentemente inseguito Tunstall per attaccare, cioè, sequestrare dall'autorità legale, alcuni capi di bestiame che Tunstall e i suoi uomini stavano portando dal ranch di Tunstall sul fiume Feliz a Lincoln, ma le vere intenzioni del gruppo erano chiare, eliminare John Tunstall come minaccia economica per gli uomini d'affari James Dolan e L.J. Murphy, che avevano lo sceriffo Brady sotto il loro controllo. I ranch sotto il controllo di Tunstall ed altri cittadini locali formarono un gruppo noto come i Regolatori per vendicare la sua morte e contrastare quello che si credeva fosse un sistema giudiziario corrotto, controllato dagli alleati di Murphy, Dolan e compagnia. I Regolatori ricevettero il loro manto di legalità dal giudice di pace della città di Lincoln, John B. Wilson. Il giudice di pace Wilson emise dei mandati per l'arresto degli assassini di John Tunstall e ha nominato il Regolatore Dick Brewer agente speciale per l'esecuzione di Warrants. Inoltre, al Regolatore Robert Widenmann, che in precedenza si era assicurato un appuntamento come vice maresciallo degli stati uniti, diede il permesso di organizzare una posse ed arrestare l'imputato.
La guerra della contea di Lincoln e i Regolatori lanciarono Billy the Kid alla gloria eterna. Però, in realtà, altri Regolatori, per certo Doc Scurlock, erano più vicini ad essere "pistoleri" di Billy. In alcuni casi, a Billy the Kid sono stati attribuiti omicidi che di fatto sono stati effettuati da altri regolatori. Alla fine dei Regolatori, a qualsiasi omicidio da loro commesso fu aggiunto il suo nome, che fosse o meno il vero tiratore. Ciò, alla fine, sarebbe stato dannoso per i suoi tentativi all'amnistia. I Regolatori ebbero tre differenti capi, tutti uccisi tranne uno. Sebbene Billy the Kid ha raggiunto la fama come membro dei Regolatori, non li ha mai guidati. Il loro primo capi fu Richard "Dick" Brewer, ucciso da Buckshot Roberts e sostituito da Frank McNab ucciso da un membro dei Seven Rivers Warriors. McNab fu sostituito dall'ultimo capo dei Regolatori, Doc Scurlock. William Bonney, a.k.a Billy the Kid, non ha mai fatto alcuno sforzo per diventare famoso, o per essere il soggetto principale delle notizie sugli eventi che si svolsero durante la guerra. Frank Coe qualche anno dopo commentò:"Non ha mai insistito in consigli od opinioni ma aveva una meravigliosa presenza di spirito".

## Membri conosciuti
- Billy the Kid
- Charlie Bowdre
- Richard M. Brewer (primo capo)
- Henry Newton Brown
- Roscoe Rustling Bob Bryant
- Jose Chavez y Chavez
- Frank Coe
- George Coe
- Jim French
- William McCloskey - traditore del gruppo secondo the Kid e McNab
- Frank McNab (secondo capo)
- John Middleton
- Tom O'Folliard
- Tom Peterson
- Vicente Romero
- Yginio Salazar
- Ab Saunders
- John Scroggins - presente alla sparatoria a Blazer's Mill
- Doc Scurlock (terzo ed ultimo capo)
- "Tiger Sam" Smith - presente alle sparatorie a Blackwater, in seguito ucciso dagli indiani
- Matt "Steiny" Steimueller
- "Dirty Steve" Stephens - presente alla sparatoria a Blazer's Mill
- Fred Waite
- Robert Widenmann (Bob) - presente all'omicidio di John Tunstall e dello sceriffo Brady
- Francisco Zamora

## Cronologia
- 18 Febbraio 1878

Tunstall venne ucciso dai pistoleri di Murphy-Dolan William Morton, Frank Baker, Jesse Evans e Tom Hill mentre lui e i suoi aiutanti Dick Brewer, Billy the Kid, John Middleton, Henry Newton Brown, Bob Widdenmann e Fred Waite trasportavano nove cavalli dal suo ranch sul Rio Feliz a Lincoln. Il giorno dopo, Bonney e Brewer, prestarono giuramento e furono emessi dei mandati dal giudice di pace John Wilson. Mentre cercano di servire i mandati, Waite, Bonney e Constable Martinez sono detenuti dallo sceriffo Brady. Waite e Bonney mancano al funerale di Tunstall, Martinez è libero. Il 23, Bonney e Waite vengono fatti uscire di prigione.
- 1º Marzo

"Dick" Brewer è nominato agente cittadino dal giudice di pace John Wilson, Billy è il suo vice. Devono arrestare gli assassini di Tunstall. Gli altri sono vice e si definiscono "I regolatori".
- 6 Marzo

I Regolatori arrestano Bill Morton e Frank Baker. Tre giorni dopo Morton, Baker e il Regolatore William McCloskey vengono uccisi ad Agua Negra, si ritiene che McCloskey abbia tradito i Regolatori.
- 9 Aprile

Il governatore territoriale Samuel B. Axtell decretò che John Wilson, il giudice di pace, era stato nominato illegalmente dai commissari della contea di Lincoln. Wilson aveva nominato i Regolatori e rilasciato i mandati per gli assassini di Tunstall. Il decreto di Axtell significava che le azioni dei Regolatori, precedentemente considerate legali, erano ora al di là della legge. Axtell fu anche in grado di revocare lo status di Widenmann come vice maresciallo degli Stati Uniti, facendo dello sceriffo Brady e dei suoi uomini gli unici ufficiali di legge della Contea di Lincoln.
- 1º Aprile

Jim French, Frank McNab, John Middleton, Fred Waite, Henry Brown, Billy the Kid e probabilmente Bob Widenmann, spararono allo sceriffo e ai suoi vice attraverso dei buchi improvvisati nel muro di mattoni dove erano nascosti. Bonney venne ferito da Matthews mentre cercava di recuperare il fucile sequestrato in precedenza da Brady. Lo sceriffo Brady e il vice Hindman morirono.
- 4 Aprile

C'è una sparatoria a Blazer's Mill con Buckshot Roberts. Buckshot e Brewer morirono, Middleton viene gravemente ferito, Bonney viene sfiorato da un proiettile e George Coe viene colpito al dito sul grilletto.
- 18 Aprile

The Kid, Middleton, Waite e Brown sono sospettati dell'omicidio dello sceriffo Brady. Dolan, Evans, Matthews e altri sono sospettati dell'omicidio di Tunstall.
- 29 Aprile

Frank McNab viene ucciso da un membro dei Seven Rivers Warriors. Ab Saunder è gravemente ferito e Frank Coe viene catturato.
- 30 Aprile

George Coe colpisce e ferisce un membro dei Seven Rivers Warriors, "Dutch Charlie" Kruling a Lincoln. I membri dei Seven Rivers, Tom Green, Charles Marshall, Jim Patterson e John Galvin vengono uccisi lo stesso giorno e sebbene i Regolatori siano accusati, il loro coinvolgimento non è mai stato provato. I membri dei Seven Rivers, in quel periodo, stavano iniziando a mettersi gli uni contro gli altri.
- 15 Maggio

I Regolatori ottennero qualche vendetta assaltando la zona intorno a Seven Rivers, catturando e uccidendo Manuel Segovia, il cowboy che uccise Frank McNab.
- 15 Luglio

I Regolatori vengono circondati a Lincoln nella casa di McSween. Di fronte a loro c'erano i cowboy di Dolan/Murphy/Seven Rivers.
- 19 Luglio

La casa fu incendiata. Mentre le fiamme si propagavano e la notte scendeva, a Susan McSween venne concesso un passaggio sicuro fuori casa mentre gli uomini, all'interno, continuavano a combattere le fiamme. Alle 9, gli uomini rimasti all'interno erano pronti ad uscire dal retro. Jim French uscì per primo, seguito da Billy the Kid, Tom O'Folliard e Jose Chavez y Chavez. Gli uomini di Dolan videro gli uomini in fuga e aprirono il fuoco, uccidendo Harvey Morris, il socio legale di Alexander Mcsween. Alcuni soldati si spostarono nel cortile sul retro per prendere quelli rimasti in custodia quando scoppiò uno scontro a fuoco ravvicinato.
Alex McSween fu ucciso da un cowboy dei Seven Rivers, Bob Beckwith. Con la morte di McSween la guerra finì.

## Conseguenze
Alla fine, la guerra della contea di Lincoln non fece altro che fomentare sfiducia e l'animosità nella zona e di rendere dei fuggitivi i Regolatori sopravvissuti, in particolare Billy the Kid. The Kid, Scurlock, Bowdre, Chavez y Chavez, Waite, Saunders, Brewer, Brown, McNab e i cugini Coe ricevettero più notorietà come "Regolatori". A poco a poco, i suoi compagni si separarono, seguendo i loro destini e Billy the Kid fu lasciato con Charlie Bowdre, Tom O'Folliard, Dirty Dave Rudabaugh e qualche altro amico con i quali rubò del bestiame e commise altri piccoli crimini mentre negoziava per un'amnistia che non sarebbe mai arrivata ed evitando la cattura.

## Carriere postbelliche
- Ab Saunders morì nel 1884, a San Francisco, in California, durante l'intervento chirurgico per curare i problemi di cui soffriva a causa della ferita ricevuta il 29 Aprile 1878.
- Fred Waite tornò nell'attuale Oklahoma dove, come membro della Nazione Chickasaw, si stabilì come allevatore e alla fine entrò in politica.
- Frank e George Coe si spostarono per un po', alla fine ritornarono a Lincoln, dove divennero cittadini molto rispettati e allevatori di successo.
- Jose Chavez y Chavez alla fine è diventato un poliziotto, ma fu coinvolto in un omicidio su commissione, per il quale ha trascorso del tempo in prigione. Dopo il suo rilascio visse una vita apparentemente tranquilla fino alla sua morte nel 1924.
- La carriera post-Nuovo Messico di Robert A. Widenmann lo portò in Gran Bretagna, dove visitò la famiglia di Tunstall e ad Haverstraw, N.Y. dove morì il 13 aprile 1930 all'età di 78 anni.
- Doc Scurlock si trasferì in Texas, dove divenne un cittadino rispettato sia nella Contea di Potter, che nella contea di Eastland, morendo all'età di 80 anni.

La maggior parte delle identità dei circa 40 Regolatori sono relativamente sconosciute e la loro sorte, dopo la fine della guerra, è perduta nella storia.

## Nella cultura di massa
- I regolatori sono presenti nel film Young Guns - Giovani Pistole, che comprendeva solo sette membri.
- I Lincoln County Regulators sono una popolare bluegrass/folk band scozzese.